# Theodor Sander

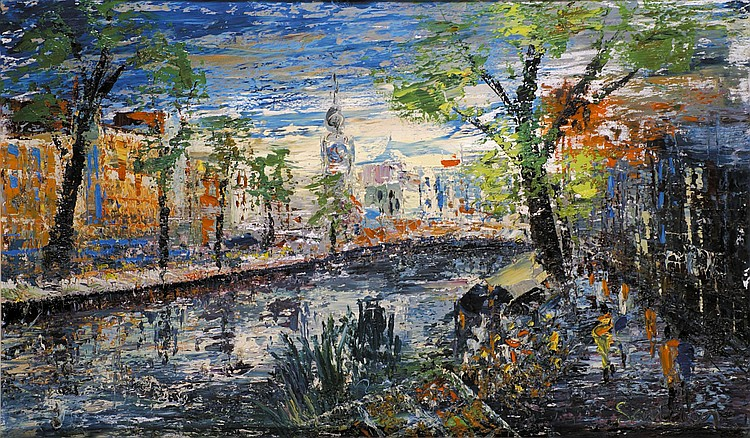
Ansicht einer Hafenstadt

Theodor Sander (* 14. Januar 1858 in Flensburg; † 12. Februar 1935 in Berlin) war ein deutscher Landschaftsmaler.

## Leben
Der Sohn eines Nagelschmiedemeisters absolvierte in seiner Heimatstadt zunächst eine zweijährige Kaufmannslehre, dann folgte eine dreijährige Lithografenlehre. Dank eines Stipendiums der Stadt Flensburg studierte Sander von Oktober 1880 bis Sommer 1883 bei Paul Thumann und Otto Knille an der Preußischen Akademie der Künste in Berlin. Sander setzte sein Studium ab dem 26. Oktober 1883 an der Königlichen Akademie der Künste in München in der technischen Malklasse fort.
Nach Abschluss seines Studiums kehrte er 1886 in seine Heimatstadt Flensburg zurück und wurde als freischaffender Künstler tätig. Nach zwei Jahren entschloss er sich, aus finanziellen Gründen nach Berlin zu ziehen.
Er kam 1890 nach Berlin-Charlottenburg, wo er Lucie Storm, eine Tochter des Schriftstellers Theodor Storm, heiratete. Sander arbeitete als Entwurfsmaler für Landschaften an der Königlichen Porzellan-Manufaktur Berlin. Von 1892 bis 1922 war er als Lehrer für Naturmalen an der Kunstgewerbe- und Handwerkerschule Berlin tätig.
Im Jahr 1882 unternahm er die erste Studienreise nach der Künstlerkolonie Ekensund. 1900, 1922 und 1925 besuchte er die Insel Rügen.